# Hwanggeumbit nae insaeng
Hwanggeumbit nae insaeng (황금빛 내 인생?, lett. La mia vita d'oro; titolo internazionale My Golden Life) è un drama coreano trasmesso su KBS2 dal 2 settembre 2017 al 11 marzo 2018.

## Personaggi
- Choi Do-kyung, interpretato da Park Si-hoo
- Seo Ji-an, interpretata da Shin Hye-sun
- Sunwoo Hyuk, interpretato da Lee Tae-hwan
- Seo Ji-soo, interpretata da Seo Eun-soo